# Mosquée Selimija
La mosquée Selimija est située en Bosnie-Herzégovine, dans la ville de Doboj et sur le territoire la ville de Doboj. Elle remonte à 1522 et a été détruite et reconstruite à plusieurs reprises, dont la dernière fois en 2004.